# Theridion cowlesae
Theridion cowlesae är en spindelart som beskrevs av Claude Lévi 1957. Theridion cowlesae ingår i släktet Theridion och familjen klotspindlar. Inga underarter finns listade i Catalogue of Life.